# Организация независимости Качина
Организация Независимости Качина (ОНК) (бирм. ကချင်လွတ်လပ်ရေး အဖွဲ့ချုပ် ; англ. Kachin Independence Organization, KIO) — политическая организация качинов в Бирме, созданная 5 февраля 1961 года.
В 1994 году было подписано соглашение о прекращении огня в качинско-бирманском конфликте, ОНК до сих пор продолжает влиять на большую часть политических отношений с правительством Мьянмы, которые остаются напряженными. ОНК имеет контроль над значительной территорией вдоль китайской границы. В пределах данной территории она поддерживает отделение полиции, пожарную бригаду, систему образования, департамент иммиграции и ряд других институтов самоуправления.
Главный офис ОНК находится на склоне холма с видом на приграничный город Лайнза с населением около 7500 человек. Штаб-квартира была перенесена в город Лайнза в 2005 году, ранее она находилась на холме под названием Паджау. ОНК собирает налоги на территории, пересекающиеся с Китаем и участвующие в подписании различных соглашений по всему штату Качин, которые часто связаны с эксплуатацией природных ресурсов, таких как нефрит, древесина и золото. В 2002 году ОНК приступила к осуществлению широкомасштабной программы по ликвидации опиума, привлекшей признание со стороны международных наблюдателей.
Военное крыло ОНК — Армия Независимости Качина (АНК), состоящая из 6 бригад, дислоцируемых в штате Качин,  дополнительных бригадам в северной части штата Шан и одной мобильной бригады.
Также ОНК имеет военную академию и школу по подготовке офицеров недалеко от города Лайнза.
В феврале 2016 года АНК подозревалась в похищении молодых людей с территории Шан. Международная организация труда (МОТ) следит за этими похищениями, однако, не в состоянии повлиять на деятельность АНК.